# 중성미자 진동
중성미자 진동(中性微子振動, 영어: neutrino oscillation)은 중성미자의 맛깔이 시간이 흐름에 따라 변하는 양자 역학 현상이다. 브루노 폰테코르보(이탈리아어: Bruno Pontecorvo)가 예측하였다. 어떤 한 중성미자가 특정 맛깔을 가질 확률은 중성미자가 전파해 나감이 따라서 달라진다. 중성미자 진동은 이론과 실험에서 큰 관심의 대상이다. 이 현상의 관측은 중성미자가 질량을 가지고 있다는 것을 의미하며, 이것은 입자물리학에서 기존의 표준 모형에서 고려하지 않았던 부분이다.

## 관측
중성미자 진동에 대한 많은 증거들이 다양한 출처로부터, 다양한 측정기술로, 넓은 중성미자 에너지 범위에 대해서 수집되었다.

### 태양 중성미자 진동
중성미자 진동 현상을 측정한 최초의 실험은 1960년대 후반에 레이먼드 데이비스가 행한 홈스테이크 실험(Homestake Experiment)이다. 데이비스는 염소 기반의 검출기로 태양에서 나오는 중성미자들의 흐름의 결함을 관측하고, 이론과 어긋나는 결과를 얻었다. 이를 태양 중성미자 문제라고 부른다. 이어 방사능 물질이나 물을 이용한 체렌코프 검출기들에 의해 결함이 확인되었으나, 2001년 서드버리 중성미자 관측소(Sudbury Neutrino Observatory)가 중성미자의 맛깔이 변한다는 사실을 증명하기 전까지는 중성미자 진동이 태양 중성미자 결함의 원인으로 단정지을 수 없었다.
태양 중성미자는 에너지가 20MeV 이하이며, 태양에서 검출기까지 1AU를 날아온다.
태양 내부에서 MSW 효과라고 알려진 공명을 통해서 5 MeV 이상의 에너지에서 태양 중성미자 진동이 일어나며, 진공에서의 중성미자 진동은 다른 과정이다.

### 대기 중성미자 진동
뮤온이 대기중에서 붕괴하여 전자 중성미자를 만들어 내므로, IMB, MARCO와 카미오칸데 II 같은 대형 검출기로 뮤온과 전자 중성미자의 비율이 맞지 않는 것이 관측되었다. 슈퍼 카미오칸데실험은 수백 MeV에서 수 TeV 에너지 범위 안에서 지구 반경을 고려하여 중성미자 진동을 매우 정밀하게 측정하였다.

### 원자로 중성미자 진동
많은 실험들이 원자로에서 나오는 전자 반중성미자의 진동을 측정하려고 하고 있다. 원자로에서 만들어지는 중성미자는 태양 중성미자와 같이 수 MeV의 에너지를 갖는다.

### 빔을 이용한 중성미자 진동
입자 가속기에서 만들어지는 중성미자 빔은 연구하는 데 있어서 중성미자를 통제할 수 있다는 큰 이점이 있다. 대기 중성미자를 관측 해왔던 곳들에서 수 GeV의 에너지를 갖는 중성미자로 많은 실험들이 수행되었다.

### 붕괴 진동
2008년, 독일 다름슈타트의 GSI 헬름홀츠 중이온연구소는 프라세오디뮴-140와 프로메튬-142의 방사성 붕괴를 연구하여 원자 붕괴에서 중첩된 진동을 발견하였고, 이를 중성미자 진동과 관련지었다.. 그러나 이 현상을 중성미자 진동으로 기술하기 위한 이론적 설명에는 아직 의견이 분분하며, 그럴듯한 명확한 이론은 아직 없다.

## 같이 보기
- 마요론
- 중성미자 천문학